# Département de Matagalpa
Le département de Matagalpa (en espagnol : Departamento de Matagalpa) est un des 15 départements du Nicaragua. Il est étendu sur 8 523 km2 et a une population de 586 986 hab. (estimation 2019). Sa capitale est Matagalpa.
C'est le deuxième département le plus peuplé du pays et le cinquième en superficie.

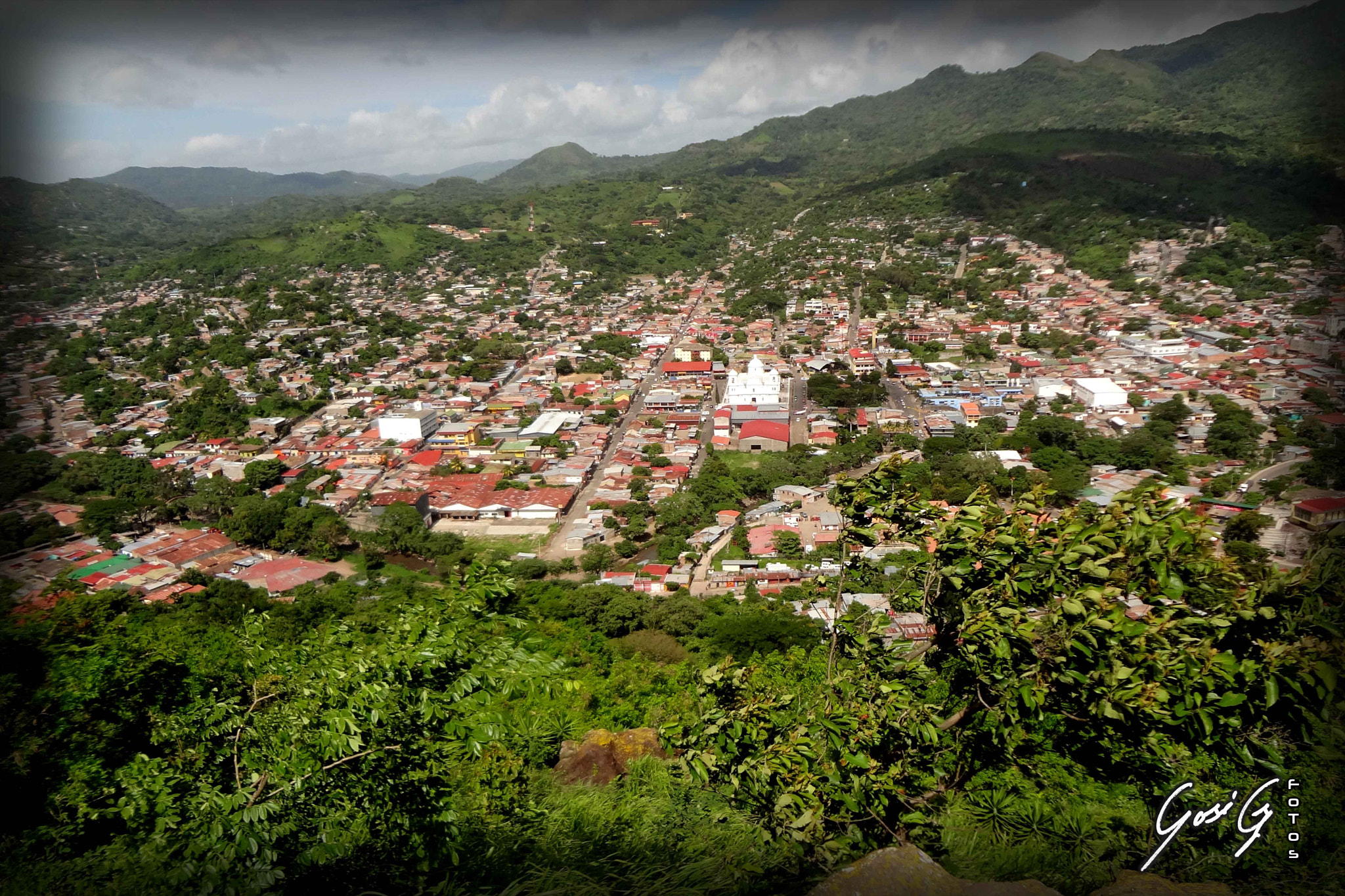

## Géographie
Le département est limitrophe :
- au nord, du département de Jinotega et de la région autonome de la Côte caraïbe nord ;
- à l'est, de la région autonome de la Côte caraïbe sud ;
- au sud, des départements de Boaco et de Managua ;
- à l'ouest, des départements de León et d'Estelí.

## Municipalités
Le département est subdivisé en 13 municipalités :
- Ciudad Darío (Metapa)
- Esquipulas
- Matagalpa
- Matiguás
- Muy Muy
- Rancho Grande
- Río Blanco
- San Dionisio
- San Isidro
- San Ramón
- Sébaco
- Terrabona
- Tuma-La Dalia